# Stoeprandvingermos
Stoeprandvingermos (Physcia caesia) is een korstmos uit de familie Physciaceae. Het groeit op basisch steen (zoals beton, cement, baksteen en kalksteen), op geëutrofieerde schors van bomen, op boomvoeten of op andere materialen zoals bewerkt hout, asfalt, etc. De fycobiont (algenpartner) in dit korstmos is Trebouxia impressa. Het is nitrofiet en groeit daarom veelvuldig op guanotrofe standplaatsen.

## Determinatie
Uiterlijke kenmerken
Stoeprandvingermos is een bladvormig korstmos. Het thallus is lichtgrijs van kleur tot donkerder grijs in het midden en hecht nauw aan het substraat waarop het groeit. Het vormt rozetten van doorgaans 2–3 cm, maar het  kan ook een diameter van 7 cm halen. Wanneer afzonderlijke rozetten tot een mat fuseren, kan dit 20 cm halen. Dit duurt best lang want volgens een Fins onderzoek groeit dit korstmos 0,6–2,7 mm per jaar.
Het oppervlak van stoeprandvingermos is wit gevlekt, hoewel dit niet altijd duidelijk is. De lobben zijn vrij smal (tot 2 mm breed). Op oudere exemplaren zijn altijd soredia aanwezig. Deze zijn fijnkorrelig, blauwgrijs en zitten bovenop de lobben. Zelden heeft het apotheciën. Indien aanwezig zijn dit zwarte schijven met een diameter tot 2 mm, met prominente thallusranden (wat betekent dat het thallus zich uitstrekt langs de randen van de apotheciën) en een grijsachtige berijping. De onderkant is wit tot bruin. 
Stoeprandvingermos heeft de volgende kleurreacties: K+ (geel) en P+ (geel).
Microscopische kenmerken
Elke ascus bevat acht tweecellige, bruine, dikwandige ascosporen. De sporenmaat is 18–25 × 6–10 μm. Pycnidiën zijn zeer zeldzaam, de daarin gevormde pycniosporen zijn halfcilindrisch en hebben een grootte van 4–6 × 1 µm.

## Verspreiding
Stoeprandvingermos is wijdverspreid over een groot deel van de wereld en wordt aangetroffen in arctische, boreale en gematigde vegetatiezones. Op grote schaal verspreid over Europa, is het een van de meest voorkomende vingermossoorten in Groenland en komt het overvloedig voor in Groot-Brittannië. Hoewel het in een groot deel van Noord-Amerika wordt aangetroffen, is het afwezig in het midden en zuidoosten van de Verenigde Staten, in delen van het Grote Bekken en in het noorden van Alaska. In Zuid-Amerika wordt het gevonden in Argentinië, Chili en Peru; algemeen en wijdverbreid in gematigde streken, komt het slechts zelden voor en alleen op hoogtes boven 3.700 m in tropische streken. Het komt sporadisch voor in Azië (India, Bhutan, Nepal en Japan) en ook in Oost-Afrika. Het is waargenomen in een aantal locaties in het zuidoosten van Australië en Tasmanië en komt ook voor op Antarctica.
In Nederland komt het vrij algemeen voor. Het staat niet op de rode lijst en is niet bedreigd.